# Édouard Beugniot
Jean Gaspard Édouard Beugniot (Masevaux, 1822 – 1878) è stato un ingegnere francese, progettista di locomotive a vapore e ingegnere della Société Alsacienne de Constructions Mécaniques (SACM).
Entrato a far parte dell'organico della Koechlin, ne divenne direttore del settore di costruzione delle locomotive dell'officina di Mulhouse. 
Una delle sue più note realizzazioni fu un sistema di articolazione degli assi motori delle locomotive a vapore per la loro migliore circolabilità nelle curve di raggio ridotto.
Fu Beugniot a far entrare Alfred de Glehn nel team della fabbrica e questi ne divenne il sostituto alla direzione alla sua morte, nel 1878. 
Il sistema articolato di Beugniot trovò applicazione sperimentale su due locomotive 040 della società francese PLM, "la Rampe" e "la Courbe"; il rodiggio era a 4 assi che vennero articolati a gruppi di due, in maniera simile a quella di un carrello; una leva collegata a ciascuna coppia di assi permettendone lo spostamento trasversale reciproco fino a 40 mm. Le locomotive vennero provate sulla ferrovia centrale svizzera a cura dell'ingegnere Niklaus Riggenbach e dell'ispettore della ferrovia elvetica Burkhardt. Il dispositivo che prese il nome di leva Beugniot venne utilizzato maggiormente in Germania nelle locomotive a vapore classe DB 82 e fino alla metà del XX secolo. Alcuni esempi di uso del dispositivo di Beugniot in alcune locomotive costruite dalla Maschinenbau Kiel e nelle locomotive BR 105 e 106 della Deutsche Reichsbahn.